# Al-Ala
Al-Ala "O Altíssimo" (em árabe:الأعلى), é a octogésima sétima sura do Alcorão e tem 19 ayat.